# Miel Otto
Machiel Martin (Miel) Otto (Amersfoort, 9 februari 1939 – Ubbergen, 26 oktober 2023) was een Nederlands bedrijfskundige, organisatieadviseur, directeur van het GITP, het Gemeenschappelijk Instituut voor Toegepaste Psychologie, en hoogleraar aan de Vrije Universiteit Amsterdam.
Otto is vooral bekend als nestor van de Nederlandse organisatie-advieswereld, en voor zijn inzet ter bevordering van "de  kwaliteit van het organisatie adviesvak en daarmee samenhangend voor de maatschappelijke waarde van het beroep."

## Levensloop

### Jeugd en vroege carrière
Otto werd geboren in 1939 in Amersfoort als zoon van Jacob Johannes Otto, een fabrieksarbeider aldaar, en Mechtelina Alida Antonia (Ramselaar) Otto. Na afronding van het middelbare onderwijs in 1960 begon Otto zijn studie aan de Hogere Textielschool De Maere te Enschede, waar hij in 1963 cum laude afstudeerde. 
Naast zijn werk studeerde hij verdere aan de Hogere Handelsschool te Rotterdam, waar hij in 1970 wederom cum laude afstudeerde in de bedrijfseconomie. Op latere leeftijd in 2000 promoveerde hij nog op het proefschrift "Strategisch veranderen in politiek bestuurde organisaties."
Na zijn afstuderen in Enschede in 1963 begon Otto als medewerker bij het Economisch Instituut voor de Textielindustrie (EIT), een instelling voor economisch onderzoek en advies. Daarna werkte hij als organisatieadviseur bij het organisatiebureau Bedaux Nederland totdat hij in 1970 in dienst trad van het GITP. 

### Verdere carrière en nevenactiviteiten
Otto bleef zijn verdere werkleven betrokken bij het Gemeenschappelijk Instituut voor Toegepaste Psychologie (GITP). Van 1979 tot 1997 diende hij als directeur, werkte daarna verder als adviseur, en was tot 2015 commissaris in de raad van bestuur.  
Vanaf 1975 was Otto actief in het onderwijs. Van 1975 tot 1985 was hij docent Organisatieveranderingsprocessen aan De Baak, van 1975 tot 1991 was hij kerndocent bij het Sioo tot 1991, en vanaf 1987 was hij tevens docent bij het TIAS. 
In 1992 kreeg hij een deeltijdaanstelling als hoogleraar besturing van veranderingsprocessen aan de Vrije Universiteit Amsterdam. Hierbij sprak hij een intreerede met de titel "Adviseur in de overheid 'Alice in Wonderland'?". In 2007 ging hij hier met emeritaat waarbij hij de afscheidsrede sprak, getiteld "Wat is waarheid? : over professie, professionalisering en wetenschap". In deze afscheidsrede pleit hij o.a. voor de Dialogical Self Theory van Hubert Hermans. waar hij dan een zakelijke overeenkomst mee heeft om deze theorie in particuliere cursussen aan de man te brengen.
Otto was voorzitter van het bestuur van de Raad van Organisatie Adviesbureaus (ROA) in het jaar 1986-87, en van 2007 tot 2011 voorzitter van de Orde van organisatiekundigen en -adviseurs (Ooa). In 2004 is Otto onderscheiden als ridder in de Orde van Oranje Nassau.

## Werk

### Gemeenschappelijk Instituut voor Toegepaste Psychologie GITP
Otto's werk in sterk verweven met het Gemeenschappelijk Instituut voor Toegepaste Psychologie GITP. Dit instituut was in 1947 opgericht door de Katholieke Universiteit Nijmegen en de Katholieke Economische Hogeschool als psychotechnisch adviesbureau met een vestiging in Nijmegen.
Tegen de tijd de Otto er begon, in 1970, had het GITP vestigingen in Nijmegen, Amsterdam, Breda, Den Haag, Doorn, Groningen, 's-Hertogenbosch, Leiden, Maastricht, Rotterdam, Tilburg, en Zeist en in België in Antwerpen, Brussel en Gent.
Van 1979 tot 1997 heeft Otto gediend in de directie van het GITP, waarbij hij zich met name heeft gericht op de strategie, persoonlijke ontwikkeling en marketing. Later richtte hij zich op op de opbouw van een internationaal netwerk.

### Strategisch veranderen in politiek bestuurde organisaties
In het proefschrift "Strategisch veranderen in politiek bestuurde organisaties" komt Otto met wat hij noemt "politieke pragmatiek en bestuurlijke reflectie." Henk Wesseling (2007) vatte samen:
"Miel Otto analyseert in zijn proefschrift 'Strategisch veranderen in politiek bestuurde organisaties' hoe het politiek bestuur in interactie met de volksvertegenwoordiging nog adequaat vorm kan geven aan het primaat van de politiek. Hij plaatst dit vraagstuk in de context van wat hij aanduidt als de individualisering en daarmee verbonden fragmentering van waarden en normenpatronen, van de zelfbewuste desnoods juridisch rechtzoekende burger, van minder territoir gebonden maatschappelijke processen en daarmee verbonden diffuser bestuurlijke aansturing."
In zijn verdere publicaties heeft Otto zich met vooral gericht op "beleidsontwikkeling en veranderstrategie, in het bijzonder die van de non-profit en de overheid."

## Publicaties
- Ton de Leeuw en Miel Otto. Kijken denken doen, Organisatieverandering: Manoeuvreren met weerbarstigheid. Assen: Van Gorcum.
- Miel Otto. Adviseur in de overheid 'Alice in Wonderland'? Inaugurele rede Vrije Universiteit Amsterdam, 1992.
- Miel Otto. Rationaliteiten van politiek bestuur : de case Zwijndrecht, een zoektocht naar democratie, strategie en organisatie. Met H.W.M. Wesseling. Assen : Van Gorcum, 1997.
- Miel Otto. Strategisch veranderen in politiek bestuurde organisaties. Politieke pragmatiek en bestuurlijke reflectie. Assen : Van Gorcum, 2000.
- Miel Otto. Organisatiediagnostiek : betekenis geven aan gedrag in organisaties. Met Jeroen van den Oever red. Deventer : Kluwer, 2002.
- Miel Otto. Wat is waarheid? : over professie, professionalisering en wetenschap. Afscheidsrede Vrije Universiteit Amsterdam, 2007.